# 手套 (小說)
《手套》（又名《玲瓏手》）是香港科幻作家倪匡的小說，年輕人與公主系列的第一個故事。內容沒有任何科幻元素，描述年輕人與其叔叔所計劃的一樁精妙竊案。

## 故事大綱
年輕人和他的叔叔參加一場保險箱的發表會，兩人確定無法以人力打開這種最新式的保險箱。
年輕人代表叔叔「中國人」和四名頂尖竊賊「齊泰維伯爵」、「玲瓏手」、「土耳其皇」、「哥耶四世」在馬德里聚會。齊泰維伯爵等四人計劃前往蒙地卡羅，將流亡政客親身帶著、放在號稱世上最堅固保險箱中的四億美金偷出，並以偽鈔取而代之。年輕人表示要打開保險箱是不可能的，而婉拒參加計畫。年輕人駕著遊艇前往蒙地卡羅，邂逅了奧麗卡公主。公主以年輕人曾做過的一件大案子，來威脅他支付流亡政客的四億美金。
齊泰維伯爵四人假借恐怖份子的名義，謊稱在酒店中放置了炸彈，將所有人驅離酒店，並癱瘓了周圍的交通。接著玲瓏手駕駛直升機，用炸彈將樓頂炸出大洞，輕鬆運走保險箱。直升機將保險箱沉入海中，以利用海水阻隔開鎖失敗時所發出的警報聲。齊泰維伯爵四人在海底工作了兩天，仍然無法打開保險箱，他們請求年輕人和其叔叔的幫助。年輕人和叔叔也無法打開保險箱，於是六人決議放棄。齊泰維伯爵四人離開後，兩人將船艙中的假保險箱和真保險箱交換，並通知當地警方前來領取。年輕人也以他的失敗來取笑奧麗卡公主。
保險箱的失而復得，令流亡政客非常高興，他宣布要當場打開保險箱，並從中捐出一千萬美元給警方。當政客轉出正確密碼後，保險箱仍然紋風不動。於是，年輕人帶著密碼回到了遊艇。

## 主要人物
- 年輕人　　　- 　主角，姓年，名輕人，年齡大約二十五、六歲，有相當高的武學造詣。
- 奧麗卡公主　- 　主角，越南皇族和希臘的混血，喜愛追尋刺激，時常有古怪的念頭。
- 中國人　　　- 　年輕人的叔叔， 姓年，年齡大約六十歲，年輕人為其一手調教。
- 蘇振民　　　- 　保險箱製造廠的老闆，製造出一款聲稱世界上最堅固的保險箱。
- 齊泰維伯爵　- 　義大利人，世界著名的珠寶鑑賞家和珠寶竊賊。
- 玲瓏手　　　- 　胖子，曾經被全世界的竊賊公認擁有世上最靈巧的一雙手。
- 土耳其皇　　- 　土耳其帝國後裔，精通各種古代文字，對回教文化及古物有極其深刻的研究。
- 哥耶四世　　- 　自稱是大畫家哥耶私生子的美男子，藝術品的鑑定權威和油畫仿製高手。
- 流亡政客　　- 　在統治他的國家十五年後，因政變而逃亡，據說財產光是現金就超過二十億美金。